# Andamanus manii
Andamanus manii är en tvåvingeart som beskrevs av Jai Kisahn Maheshwari 2001. Andamanus manii ingår i släktet Andamanus och familjen fjädermyggor. Inga underarter finns listade i Catalogue of Life.